# 金兆燕
金兆燕（?—?），字鐘越，一字棕亭，安徽全椒人。

## 生平
吳敬梓表兄金榘之子，生於康熙五十七年（1719），幼有神童之目，與張鵬翀齊名。乾隆三十一年（1766年）进士。官国子监博士。吴锡麒稱其：“分笺角胜，落笔如飞，蹩辩追之，不能及也。”乾隆初年，官任揚州府學教授時，將吳敬梓遺作《儒林外史》刊刻印行。
工诗词，尤精元人院曲，扬州盐运使卢见曾聘其入幕，“使署十年，凡园亭集联及大戏词曲，皆出其手。”亦工骈文，乾隆十四年（1749年），吴宽在金兆燕文集序：“窃谓文有风骨，骈体尤尚。盖体密则易乖于风，辞缛则易伤于骨。能为其难，则振采弥鲜，负声有力。”卒於乾隆五十六年（1791年）。著有《棕亭詩鈔》、《棕亭古文鈔》、《 棕亭駢體文鈔》、《棕亭詞鈔》，合稱《國子先生全集》。